# MÁV 495
A MÁV 495.5 sorozat 1000 mm nyomtávú szertartályosgőzmozdony-sorozat volt a Diósgyőri Vasgyár perecesi bányavasútjánál.
A mozdonyokat a MÁV Gépgyár gyártotta 112 gyári szerkezetszámmal, 6 db készült belőlük. A mozdonyok először 8, 9, 15, 25, 26, 27 pályaszámokkal üzemeltek, majd 1948-ban átszámozták őket 411,005-010 pályaszámokra. Amikor a vasút a MÁV üzemeltetésébe került, a mozdonyokat a 495,5 sorozatba osztották és 001-006 pályaszámokat kaptak.
Az 1970-es évek elején az akkori politikai vezetés sorra megszüntette a keskenynyomtávú vasutakat. Erre a sorsra jutott a Perecesi bányavasút is. A 495.5 sorozatú gőzmozdonyokat is sorra selejtezték.
Az egykori 8 pályaszámú mozdonyt (MÁV 495,5001) 1978-ban a MÁV Debreceni Járműjavítójában felújították. Ma a  Nagycenki Széchenyi Múzeumvasútnál látható kiállítva.